# Woluwe-Saint-Pierre
Sint-Pieters-Woluwe (neerlandés) o Woluwe-Saint-Pierre (francés) es uno de los diecinueve municipios de la Región de Bruselas-Capital. 
Población de 41.824 habitantes, área total de 8,85 km², densidad de población de 4.726,88 habitantes por km² el 1 de enero de 2019.

## Demografía

### Evolución
Todos los datos históricos relativos al actual municipio, el siguiente gráfico refleja su evolución demográfica.
| Gráfica de evolución demográfica de Woluwe-Saint-Pierre entre 1846 y 2020 |
|                                                                           |

- Datos: Q242393
- Multimedia: Woluwe-Saint-Pierre / Q242393

1. ↑  Worldpostalcodes.org, código postal n.º 1150.